# Supercopa da Espanha de 2019–20
A Supercopa da Espanha de 2020 é a 36ª edição da Supercopa da Espanha, um torneio anual de futebol organizado pela Real Federação Espanhola de Futebol (em espanhol: Real Federación Española de Fútbol, RFEF) entre clubes profissionais do futebol espanhol.
A Supercopa da Espanha é disputada desde 1982. O maior vencedor é o Barcelona, atual campeão, com 13 conquistas. O Real Madrid ganhou 10. O La Coruña tem três, seguido por Atlético de Madrid e Athletic Bilbao, ambos com duas.

## Regulamento

### Mudanças no formato
O presidente da RFEF (Real Federação Espanhola de Futebol), Luis Rubiales, anunciou em 19 de fevereiro de 2019 que a Supercopa da Espanha passa a ser disputada a partir da temporada de 2019–20 por quatro times, em vez de dois. E pelo segundo ano seguido, será fora do país. A mudança no regulamento foi aprovada em assembleia na Federação Espanhola (RFEF), em abril.

### Sistema de disputa
O formato vai ser de semifinal e decisão, ambas as fases em uma partida só – não há disputa de terceiro lugar. Além dos campeões da liga nacional e da Copa do Rei, jogarão os vices de cada competição.

## Participantes
| Time            | Classificação                                                           |
| --------------- | ----------------------------------------------------------------------- |
| Valencia        | Campeão da Copa del Rey de 2018–19                                      |
| Barcelona       | Campeão da La Liga de 2018–19 e vice-campeão da Copa del Rey de 2018–19 |
| Atlético Madrid | Segundo colocado da La Liga de 2018–19                                  |
| Real Madrid     | Terceiro colocado da La Liga de 2018–19                                 |

## Sede
A competição, que pela primeira vez na história envolverá quatro equipes, acontecerá entre os dias 8 e 12 de janeiro de 2020 na Arábia Saudita, e todos jogos ocorrem no estádio Rei Abdullah, em Jidá. A organização do torneio assinou um contrato com a Federação da Arábia Saudita para a realização do torneio no país pelos próximos três anos.

## Sorteio
O sorteio foi realizado no dia 11 de novembro na sede da Real Federação Espanhola de Futebol em La Ciudad del Fútbol. José Luis Gayá (Valencia), Sergio Busquets (Barcelona), Sergio Ramos (Real Madrid) e Saúl Ñíguez (Atlético de Madrid) foram os jogadores que participaram do sorteio, que contou com a presença do presidente da RFEF, Luis Rubiales, e também do príncipe Abdullaziz bin Turki Al-Faisal.

## Partidas

### Tabelão
|  | Semifinais           | Semifinais      |                       |       | Final | Final |
|  |                      |                 |                       |       |       |       |
|  | 8 de janeiro de 2020 |                 |                       |       |       |       |
|  |                      |                 |                       |       |       |       |
|  | Valencia             | 1               |                       |       |       |       |
|  | Valencia             | 1               | 12 de janeiro de 2020 |       |       |       |
|  | Real Madrid          | 3               |                       |       |       |       |
|  | Real Madrid          | 3               | Real Madrid           | 0 (4) |       |       |
|  | 9 de janeiro de 2020 |                 | Real Madrid           | 0 (4) |       |       |
|  |                      | Atlético Madrid | 0 (1)                 |       |       |       |
|  | Barcelona            | Atlético Madrid | 0 (1)                 | 2     |       |       |
|  | Barcelona            |                 |                       | 2     |       |       |
|  | Atlético Madrid      | 3               |                       |       |       |       |
|  | Atlético Madrid      | 3               |                       |       |       |       |

### Semifinais
Valencia (atual campeão da Copa do Rei) e Real Madrid (terceiro colocado no último Campeonato Espanhol) duelam 8 de janeiro, já Barcelona (atual campeão Espanhol) e Atlético Madrid (vice do Espanhol) entram em campo no dia seguinte. Os vencedores farão a decisão no dia 12.
| 8 de janeiro de 2020 | Valencia           | 1 – 3     | Real Madrid                       | Jidá, Arábia Saudita                                                                               |  |
| 22:00 UTC+3          | Parejo 90+2' (pen) | Relatório | 15' Kroos · 39' Isco · 65' Modrić | Estádio: Cidade dos Esportes Rei Abdullah Público: 40,877 Árbitro: Jesús Gil Manzano (Extremadura) |  |

| 9 de janeiro de 2020 | Barcelona                 | 2 – 3     | Atlético Madrid                          | Jidá, Arábia Saudita                                                                                     |  |
| 22:00 UTC+3          | Messi 51' · Griezmann 62' | Relatório | 46' Koke · 81' (pen) Morata · 86' Correa | Estádio: Cidade dos Esportes Rei Abdullah Público: 58,410 Árbitro: José Luis González (Castile and León) |  |

### Final
| 12 de janeiro de 2020                | Real Madrid | 0 – 0 (4 - 1 pen.)   | Atlético Madrid | Jidá, Arábia Saudita                                                                    |  |
| 21:00 UTC+3                          |             | Relatório            |                 | Estádio: Cidade dos Esportes Rei Abdullah Árbitro: José María Sánchez Martínez (Múrcia) |  |
|                                      |             | Penalidades          |                 |                                                                                         |  |
| Carvajal Rodrygo Modrić Sergio Ramos |             | Saúl Partey Trippier |                 |                                                                                         |  |

## Premiação
| Supercopa da Espanha de 2020    |
| ------------------------------- |
| Real Madrid Campeão (11 título) |